# Joram (król Izraela)
Joram (יהורם, Jehoram – „Jahwe jest dostojny”) – postać biblijna ze Starego Testamentu, król Izraela (państwa północnego). Był synem Achaba i Izebel. Panował prawdopodobnie w latach 852–841 p.n.e. (według datacji Thielego i McFalla; według Albrighta 849–842 p.n.e.), po śmierci swojego brata Ochozjasza. Był ostatnim władcą z dynastii Omriego.
Utrzymał kult cielców, ale usunął stelę Baala, którą wzniósł jego ojciec. Wraz z Jozafatem, królem judzkim i królem Edomu wyruszył przeciwko Moabitom i zwyciężył pod Kir-Chareszet, nie zdobywając jednak samego miasta. O tych wojnach wspomina prawdopodobnie stela Meszy.
Jest on prawdopodobnie królem Izraela, który występuje bez podanego imienia w opowiadaniach o Elizeuszu. Do niego został wysłany wódz syryjski Naaman z prośbą o oczyszczenie z trądu, on walczył z Aramejczykami i był oblężony w Samarii przez Ben-Hadada.
Gdy wraz z Ochozjaszem, królem judzkim, walczył przeciwko Aramejczykom, został ranny pod Ramot w Gileadzie. Wskutek tego musiał wycofać do Jizreel. Tam został zamordowany przez Jehu, który został w jego miejsce królem, jego zaś ciało zostało rzucone na pole Nabota.
Pojawia się w 2 Księdze Królewskiej 3-9 oraz w 2 Księdze Kronik 22.
Sugeruje się, że jest on tą samą osobą, co Joram, król Judy, rzekomy syn Jozafata.